# 1961 ve fotografii
Tento článek popisuje významné události roku 1961 ve fotografii.

## Události
- Eugene F. Lally z Laboratoře proudového pohonu publikuje první popis, jak udělat digitální fotografii pomocí mozaiky fotosenzorů.[1]
- Georg Gerster vydal knížku Sahara: desert of destiny, překlad Stewart Thomson, ed. Coward-McCann, New York, 1961[2], reedice: Kessinger Publishing, Whitefish, Montana, 2009 ISBN 978-1-10485-368-6 v roce 2010 ISBN 978-1-16382-411-5

## Ocenění
- World Press Photo – cena nebyla udělena
- Prix Niépce – Jean-Dominique Lajoux
- Prix Nadar – Jean Dieuzaide za knihu Catalogne romane, vyd. Zodiaque
- Zlatá medaile Roberta Capy – nebyla udělena
- Cena za kulturu Německé fotografické společnosti – John Eggert, Hilmar Pabel, August Sander et Gustav Wilmanns
- Pulitzer Prize for Photography – Jasuši Nagao, Mainiči šimbun (Tokio) za fotografii Tokyo Stabbing, distribuované společností United Press International a otištěné v mnoha amerických denících, kterak ukazuje 17letého Otoju Jamagučiho zabíjejícího Inedžira Asanumu, předsedu Japonské socialistické strany (fotografie).

## Narození v roce 1961
- 22. ledna – Yhor Nykolaevyč Hajdaj, ukrajinský fotograf
- 6. února – Antoine Agoudjian, francouzský fotograf arménského původu
- 15. února – Stanislav Doležal, český výtvarník, historik umění, kurátor výstav, fotograf, hudebník, buddhista, znalec uměleckého, filosofického a duchovního odkazu Františka Drtikola, autor a editor (majitel) nakladatelství Svět.
- 9. března – Jo Ractliffe, jihoafrická dokumentární fotografka a učitelka působící v Kapském Městě, kde se narodila, a v Johannesburgu v Jihoafrické republice. Je považována za jednu z nejvlivnějších jihoafrických „sociálních fotografek“. Fotografuje krajinu, zabývá se tématy vysídlení, konfliktů, historie, paměti a vymazání“. Zachycuje stopy násilí, vysídlení a boje v krajině“. Její obrazy evokují paměť, historii a následky konfliktu, které jsou viditelné jako jizvy v krajině.
- 10. března – Hanne Skyumová, dánská tkadlena, vizuální umělkyně a fotografka
- 24. března – Siegfried Hansen, německý fotograf žijící v Hamburku
- 3. dubna – Bastienne Schmidt, německá fotografka
- 24. dubna – Carolyn Cole, americká dokumentární fotografka pracující pro Los Angeles Times, konflikty v Iráku, Kosovu, Afghánistánu, na Haiti a v Libérii, kde v roce 2004 získala Pulitzerovu cenu z obléhání hlavního města Monrovie
- 6. května – Marjaana Kella, finská fotografka a lektorka, portréty
- 12. května – Kristin von Hirschová, norská spisovatelka, učitelka kurzů psaní, vizuální umělkyně, designérka a fotografka z Osla
- 28. května – Ömer Asan, turecký spisovatel a fotograf
- 28. května – Elisabeth Ohlson Wallin, švédská fotografka a umělkyně, zobrazovala Ježíše mezi homosexuály a transvestity (výstava Ecce Homo) († říjen 2024)
- 24. června – Sylvie Fleuryová, švýcarská umělkyně, jejíž tvorba se silnými vazbami na konceptualismus zahrnuje sochy, performance, malby, fotografie, instalace a videoart
- 28. června – Charles M. Roessel, americký fotograf (z indiánského kmene Navahů), novinář a akademický administrátor, prezident Diné College († 6. ledna 2025)
- 28. září – Dag Thorenfeldt, norský portrétní fotograf
- 20. listopadu – Ricky Powell, americký fotograf († 1. února 2021)
- 29. prosince – Viktorie Rybáková, česká fotografka, výtvarnice a básnířka
- ? – Graeme Williams, jihoafrický fotograf známý fotožurnalistikou během přechodu k demokracii v Jihoafrické republice a dokumentárními projekty po apartheidu
- ? – Peter Lind, dánský fotograf, současný umělec a výtvarník nových médií
- ? – François Robineau, fotograf
- ? – Véronique Boudier, fotografka
- ? – Peter Bialobrzeski, fotograf
- ? – Éric Poitevin, fotograf
- ? – Éric Franceschi, fotograf
- ? – Hassan Hajjaj, fotograf
- ? – Callie Shell, fotograf
- ? – Yuan Gong, fotograf
- ? – Karim Ramzi, fotograf

## Úmrtí v roce 1961
- 13. ledna – František Drtikol, fotograf, grafik a malíř (* 3. března 1883)
- 31. ledna – Max Burchartz, německý grafik, typograf a fotograf (* 28. července 1887)
- 10. června – Jane Reece, americká fotografka (* 19. června 1868)
- 28. července – Elizabeth Greenwood, novozélandská fotografka (* 10. března 1873)
- 24. září – Julian Mandel, francouzský fotograf (* 1. ledna 1893)
- 13. října – Maya Deren, americká filmová režisérka, choreografka, tanečnice, spisovatelka a fotografka (* 29. dubna 1917)
- 23. prosince – Fanny Schoonheyt, nizozemská fotografka (* 15. června 1912)
- ? – Jacques-André Boiffard, francouzský lékař a fotograf (* 1902)
- ? – Ed Feingersh, americký fotograf (portréty Marilyn Monroe) (* 21. dubna 1925)
- ? – Felix Pohl, český fotograf Šumavy (* 1878)
- ? – Olga Máté, jedna z prvních maďarských fotografek známá svými portréty, světelnými technikami, osvětlovala pozadí aby vylepšila své portréty a zátiší (* 1. ledna 1878 – 5. dubna 1961)
- ? – Mary Willumsenová, dánská fotografka, která již od roku 1916 vyráběla pohlednice žen ve skromném oblečení, nebo zcela nahých, v současnosti považované za umělecky velmi cenné (* 13. července 1884 – 25. října 1961)